# ماتیاس رانر
ماتیاس رانر (انگلیسی: Mathias Coureur؛ زادهٔ ۲۲ مارس ۱۹۸۸) بازیکن فوتبال اهل فرانسه است.
از باشگاه‌هایی که در آن بازی کرده‌است می‌توان به باشگاه فوتبال سئونگنام، باشگاه فوتبال دینامو تفلیس، و باشگاه فوتبال نانت اشاره کرد.
وی همچنین در تیم ملی فوتبال مارتینیک بازی کرده‌است.